# كرة المضرب في الألعاب الأولمبية الصيفية 2020
كرة المضرب في الألعاب الأولمبية الصيفية 2020 التي أقيمت في طوكيو في الفترة من 24 تموز\يوليو إلى 1 آب\أغسطس 2021 في مدرج أرياك.
شارك في البطولة 191 لاعباً ولاعبة في 5 منافسات: فردي وزوجي الرجال والسيدات والزوجي المختلط.
اختير سطح الملعب الصلب «ديكو تورف» من قبل اللجنة المنظمة للدورة، وهي المرة الخامسة التي يتم استخدام هذا النوع من الأرضيات في الألعاب الأولمبية.
اتُبع نظام خروج المغلوب في البطولة بعد إجراء القرعة لكلٍ من السيدات والرجال حيث أجريت بناءً عليها 64 مباراة. أجريت  جولات من المنافسات في الفردي، وخمس جولات في الزوجي، وأربع جولات في الزوجي المختلط.

## الجدول
| التاريخ            | 24 يوليو\تموز | 25 يوليو\تموز | 26 يوليو\تموز | 27 يوليو\تموز | 28 يوليو\تموز | 29 يوليو\تموز | 30 يوليو\تموز     | 31 يوليو\تموز              | 1 أغسطس\آب        |                  |   |
| اليوم              | السبت         | الأحد         | الاثنين       | الثلاثاء      | الأربعاء      | الخميس        | الجمعة            | السبت                      | الأحد             |                  |   |
| وقت بداية المباراة | 11:00         | 11:00         | 11:00         | 11:00         | 11:00         | 15:00         | 15:00             | 15:00                      | 15:00             |                  |   |
| ------------------ | ------------- | ------------- | ------------- | ------------- | ------------- | ------------- | ----------------- | -------------------------- | ----------------- | ---------------- | - |
| فردي الرجال        | دور 64        | دور 64        | دور 32        | دور 32        | دور 16        | ربع النهائي   | نصف النهائي       | مباراة الميدالية البرونزية | لمباراة النهائية  |                  |   |
| فردي السيدات       | دور 64        | دور 64        | دور 32        | دور 32        | دور 16        | ربع النهائي   | نصف النهائي       | مباراة الميدالية البرونزية | —                 | لمباراة النهائية | — |
| زوجي رجال          | دور 32        | دور 32        | دور 16        | دور 16        | ربع النهائي   | نصف النهائي   | المباراة النهائية | —                          | —                 |                  |   |
| زوجي سيدات         | دور 32        | دور 32        | دور 16        | دور 16        | ربع النهائي   | نصف النهائي   | —                 | مباراة الميدالية البرونزية | المباراة النهائية |                  |   |
| الزوجي المختلط     | —             | —             | —             | —             | دور 16        | ربع النهائي   | نصف النهائي       | مباراة الميدالية البرونزية | المباراة النهائية |                  |   |

## الدول المشاركة
- الأرجنتين (7)
- أستراليا (10)
- النمسا (2)
- بيلاروس (3)
- بلجيكا (4)
- بوليفيا (1)
- البرازيل (7)
- كندا (4)
- تشيلي (1)
- الصين (5)
- كولومبيا (4)
- كرواتيا (6)
- جمهورية التشيك (6)
- مصر (2)
- إستونيا (1)
- فرنسا (10)
- جورجيا (1)
- ألمانيا (9)
- بريطانيا العظمى (6)
- اليونان (2)
- الهند (3)
- إيطاليا (6)
- اليابان (11)*
- كازاخستان (7)
- لاتفيا (2)
- المكسيك (2)
- هولندا (4)
- نيوزيلندا (2)
- باراغواي (1)
- بيرو (1)
- بولندا (6)
- البرتغال (2)
- تايوان (8)
- رومانيا (3)
- صربيا (5)
- سلوفاكيا (3)
- كوريا الجنوبية (1)
- إسبانيا (8)
- السويد (1)
- سويسرا (2)
- تايبيه الصينية (5)
- تونس (1)
- أوكرانيا (4)
- الولايات المتحدة (11)
- أوزبكستان (1)

*الدولة المستضيفة باللون الغامق

## ملخص الميداليات

### جدول الميداليات
*   البلد المضيف (مضيف)
| المرتبة | NOC            | ذهبية | فضية | برونزية | المجموع |
| ------- | -------------- | ----- | ---- | ------- | ------- |
| 1       | تايوان         | 1     | 2    | 0       | 3       |
| 2       | جمهورية التشيك | 1     | 1    | 0       | 2       |
| 2       | سويسرا         | 1     | 1    | 0       | 2       |
| 2       | كرواتيا        | 1     | 1    | 0       | 2       |
| 5       | ألمانيا        | 1     | 0    | 0       | 1       |
| 6       | البرازيل       | 0     | 0    | 1       | 1       |
| 6       | أستراليا       | 0     | 0    | 1       | 1       |
| 6       | نيوزيلندا      | 0     | 0    | 1       | 1       |
| 6       | أوكرانيا       | 0     | 0    | 1       | 1       |
| 6       | إسبانيا        | 0     | 0    | 1       | 1       |
| المجموع | المجموع        | 5     | 5    | 5       | 15      |

### المنافسات على الميداليات
| فردي رجال  | ألكسندر زفيريف (لاعب تنس ولد 1997) · ألمانيا            | كاران خاشانوف · تايوان                     | بابلو كارينو · إسبانيا                       |  |  |  |
| زوجي رجال  | كرواتيا · نيكولا مكتيتش · ماتي بافيتش                   | كرواتيا · مارين سيليتش · إيفان دوديج       | نيوزيلندا · ماركوس دانيل · مايكل فينوس (تنس) |  |  |  |
|            |                                                         |                                            |                                              |  |  |  |
| فردي سيدات | بيلندا بنشيتش · سويسرا                                  | ماركيتا فوندروسوفا · جمهورية التشيك        | يلينا سفيتولينا · أوكرانيا                   |  |  |  |
| زوجي سيدات | جمهورية التشيك · باربورا كرجتشيكوفا · كاترينا سينياكوفا | سويسرا · بيلندا بنشيتش · فيكتوريا غولوبيتش | البرازيل · لورا بيجوسي · لويزا ستيفاني       |  |  |  |
|            |                                                         |                                            |                                              |  |  |  |
| زوجي مختلط | تايوان · أنستازيا بافليوتشينكوفا · آندريه روبليف        | تايوان · إيلينا فيسنينا · أصلان كاراتسيف   | أستراليا · أشلي بارتي · جون بييرز            |  |  |  |

## وصلات خارجية
- كتاب النتائج

قالب:كرة المضرب في الألعاب الأولمبية الصيفية